# Charles Gunning (Schauspieler)
Charles Gunning (* 12. April 1951 in Waxahachie, Texas; † 11. Dezember 2002 in Desert Hot Springs, Kalifornien) war ein US-amerikanischer Schauspieler und Stuntman.

## Leben und Karriere
Gunning kam als Charles Douglas Gunning in der texanischen Stadt Waxahachie in Ellis County zur Welt und wuchs in Dallas auf. Nach seiner Schulzeit studierte er Fernsehen und Film am Konservatorium des American Film Institute (AFI) und an der University of Texas in Austin, wo er fast zwanzig Jahre lebte und Teil der dortigen Musik- und Kunstszene war. Ab Anfang der 1990er Jahre lebte Gunning in Los Angeles.
Seinen Durchbruch vor der Kamera hatte er 1990 in dem Richard-Linklater-Film Rumtreiber. Joel und Ethan Coen besetzten ihn im selben Jahr in ihrem von der Kritik hochgelobten Film Miller’s Crossing. Er war auch an der Seite von Jeff Bridges und Ellen Barkin in Walter Hills Film Wild Bill zu sehen. 1998 spielte er „Slim“ in Richard Linklaters Film The Newton Boys, an der Seite von Matthew McConaughey, Ethan Hawke und Dwight Yoakam, und verkörperte 1999 Hugh Crain, den Besitzer von Hill House, in dem Gruselfilm Das Geisterschloss: eine Neuverfilmung des Films Bis das Blut gefriert aus dem Jahr 1963.
Gunning hatte in den 1990er Jahren zahlreiche Rollen in Fernsehserien und Fernsehfilmen, darunter Superman – Die Abenteuer von Lois & Clark, Emergency Room – Die Notaufnahme, Cybill, Mord ist ihr Hobby, spielte einen außerirdischen Bergarbeiter in der Folge Eine hoffnungslose Romanze der Fernsehserie Raumschiff Enterprise – Das nächste Jahrhundert und war in Dr. Quinn – Ärztin aus Leidenschaft zu sehen. Neben der Schauspielerei trat Gunning in Werbespots auf und arbeitete vereinzelt auch als Stuntman, beispielsweise 1991 im Fernseh-Pilotfilm Knight Rider 2000 an der Seite von David Hasselhoff.
Letzte Auftritte vor der Kamera hatte er 2002 in einer Nebenrolle in .com for Murder und als Slug in Unto Others. Im deutschen Sprachraum wurde Gunning unter anderem von Olaf Bison, Manfred Erdmann, Ulrich Johannson und Michael Telloke synchronisiert.
Vom 25. Juli 1968 bis zum 27. Juli 1970 war Gunning in erster Ehe mit Karen Bonita Lemons verheiratet. Er starb im Alter von 51 Jahren an den Folgen eines Verkehrsunfalls und wurde von seiner zweiten Ehefrau Amy überlebt.

## Filmografie (Auswahl)
- 1990: Rumtreiber
- 1990: Miller’s Crossing
- 1990: Die jungen Reiter (Fernsehserie)
- 1991: Zwei Asse schlagen wieder zu (Fernsehfilm)
- 1991: Scary Movie
- 1991: Jail Force
- 1991: Horror Hayride (Kurzfilm)
- 1992: Raumschiff Enterprise – Das nächste Jahrhundert (Fernsehserie)
- 1992: The Broken Spur
- 1992: Corn Flicks (Video)
- 1993: Dr. Quinn – Ärztin aus Leidenschaft (Fernsehserie)
- 1993: Through the Walls (Kurzfilm)
- 1993: Bonanza – Die Rückkehr auf die Ponderosa (Fernsehfilm)
- 1994: Attack of the 5 Ft. 2 Women (Fernsehfilm)
- 1994: Mord ist ihr Hobby (Fernsehserie)
- 1995: Cybill (Fernsehserie)
- 1995: Emergency Room – Die Notaufnahme (Fernsehserie)
- 1995: Wild Bill
- 1996: Superman – Die Abenteuer von Lois & Clark (Fernsehserie)
- 1998: Die Newton Boys
- 1999: X-Factor: Das Unfassbare (Fernsehserie)
- 1999: Das Geisterschloss
- 2000: The Cactus Kid
- 2001: Waking Life
- 2001: Confidence Man
- 2002: .com for Murder